# Diaporthe toxica
Espèce
Diaporthe toxica est une espèce de champignons ascomycètes de la famille des Diaporthaceae. Ce sont des champignons endophytes et occasionnellement pathogènes, dont les hôtes préférentiels sont les lupins, chez lesquels ces organismes peuvent infecter les tiges et les gousses, causant des pertes de rendement, mais aussi produire des phomopsines, mycotoxines hépatotoxiques, dangereuses pour le bétail.  Diaporthe toxica est la forme asexuée (téléomorphe) de Phomopsis leptostromiformis  (anamorphe).

## Publication originale
- (en) P.M. Williamson, A.S. Highet, W. Gams, K. Sivasithamparam et W.A. Cowling, « Diaporthe toxica sp. nov., the cause of lupinosis in sheep », Mycological Research, Cambridge University Press, vol. 98, no 12,‎ décembre 1994, p. 1364-1368 (ISSN 0953-7562 et 1469-8102, DOI 10.1016/S0953-7562(09)81064-2).